# Чельцов, Михаил Васильевич
Михаил Васильевич Чельцов (1851 — не ранее 1915) — русский педагог.

## Биография
Родился 7 ноября 1851 года[по какому календарю?] в семье Василия Гавриловича Чельцова — священника Богородице-Рождественского храма города Михайлова Рязанской губернии; был младшим, десятым, ребенком в семье; брат — Иван Васильевич Чельцов.
Образование получил в Рязанской духовной семинарии и Санкт-Петербургской духовной академии, которую окончил в 1878 году. В 1879 году защитил магистерскую диссертацию «Полемика между греками и латинянами по вопросу об опресноках в XI—XII веках» (Санкт-Петербург: тип. Ф. Г. Елеонского и К°, 1879. — [4], II, 405 с.).
Был определён преподавателем логики, психологии, начальных оснований, а также краткой историю философии и дидактики в Вятской духовной семинарии. В 1891 году был произведён в статские советники.
С 1895 года был смотрителем Яранского духовного училища, в котором также преподавал катехизис и церковный устав с кратким изъяснением богослужения. С 1897 года — преподаватель логики, психологии, начальных оснований и истории философии, а также дидактики в Томской духовной семинарии. С 1 сентября 1899 года состоял помощником инспектора студентов Императорского Томского университета.
Его деятельность была отмечена наградами: орден Св. Станислава 3-й степени, орден Св. Анны 3-й степени, орден Св. Станислава 2-й степени (1893).
Был женат; имел сыновей: Александр (1890—1938), Алексей (1892—1937), Владимир.